# Müller
Müller je priimek v Sloveniji in tujini. 

## Znani slovenski nosilci priimka
- Alfonz Müller (1840—1918), arheolog
- Andrej Müller (1750—?), papirničar
- Anton Müller, amaterski filmar
- Barbara Müller, prevajalka za TV, film
- Bernarda Müller (por. Mavrič), športna gimnastičarka
- Bogdan Müller - Panta (1930—2018), košarkar
- Blažka Müller (*1971), TV-voditeljica, igralka in plesalka, literarna prevajalka - luzitanistka (prof. portugalščine)
- Danica Križanič Müller (*1950), pesnica in profesorica
- Eva Josefina Müller Milkovič (1897—1981), ustanoviteljica Društva proti mučenju živali
- Ferdinand Müller (1874—?), politik
- Ivan Müller Petrič, železničar, public., inž./pred.TF UL
- Jakob Müller (*1941), jezikoslovec, leksikograf
- Janko Müller (1925—1994), stomatolog, univ. prof.
- Jernej Müller, diplomat
- Kozma Müller, kamnosek, deloval v sredini 17. stoletja
- Lea Eva Müller (1928—2015), borka proti mučenju živali
- Manica Müller Premru (*1955), mikrobiologinja, prof. MF
- Matevž Müller, igralec, lutkar
- Minka Müller (1920—?), organistka
- Nataša Müller (*1967), prevajalka
- Rihard Müller (1902—?), glasbenik
- Valentin Müller, prvi vodja MD
- Valentin Müller (1840—1899), rimskokatoliški duhovnik
- Žane Müller, harmonikar

## Znani tuji nosilci priimka
- Adam Heinrich Müller von Nitersdorf (1779—1829), nemški filozof, državnik, ekonomist...
- Albin Müller (1871—1941), nemški arhitekt
- Alfred Müller-Armack (1901—1978), nemški sociolog in ekonomist
- Anton Müller-Wischin (1865—1949), nemški slikar
- Barbara Müller, več oseb (švicarska režiserka in nekaj športnic iz več držav)
- Bruno Müller (1902—1975), nemški veslač
- Dagmar Müller (*1976), avstrijska rokometašica
- David Heinrich Müller (1846—1912), avstrijski univerzitetni profesor
- Erwin Wilhelm Müller (1911—1977), nemško-ameriški fizik
- Eugen Müller (1891—1951), nemški general
- Franz Joseph Müller (1740—1825), avstrijski mineralog
- Friedrich Müller (1749—1825), nemški slikar in pisatelj
- Friedrich Müller (1858—1941), nemški zdravnik
- Friedrich Müller (1842—1919), nemški speleolog (tudi pri nas)
- Friedrich Müller (nemški jezikoslovec
- Friedrich-Wilhelm Müller (1897—1947), nemški general
- Georg Elias Müller (1850—1934), nemški fiziolog in psiholog
- Gerd Müller (1945—2021), nemški nogometaš in trener
- Gerhard Ludwig Müller (*1947), nemški teolog, nadškof in kardinal
- Heiner Müller (1929—1995), nemški dramatik
- Heinrich  Müller (1820—1864), nemški anatom
- Herman Joseph Müller (1890—1967), ameriški biolog
- Hermann Müller (1876—1931), nemški politik, kancler
- Hermann Paul Müller (1909—1975), nemški dirkač
- Herta Müller (*1953), (romunsko-)nemška književnica, nobelovka
- Johannes Müller (1752—1809), švicarski zgodovinar
- Johannes Peter Müller (1801—1858), nemški fiziolog, anatom in ihtiolog
- Karl Alexander Müller (1927—2023), švicarski fizik, nobelovec
- Karsten Müller (*1970), nemški šahovski velemojster
- Kurt Müller (1920—?), švicarski zbiralec in mecen, donator grafik, gost Rogaške Slatine
- Lisa Trese-Müller (Lisa Müller) (*1989), nemška dresurna jahačica
- Ludwig Müller (1892—1972), nemški general
- Mae Muller (*1997), angleška pevka
- Max Müller (1823—1900), nemški jezikoslovec
- Otto Friedrich Müller (1730—1784), danski biolog
- (Walther) Otto Müller (1833—1887), nemški botanik in vrtnar
- Patrick Müller (*1976), švicarski nogometaš
- Paul Hermann Müller (1899—1965), švicarski kemik, nobelovec
- Peter Müller (1801—1858), nemški fiziolog
- Peter Müller (*1957), švicarski alpski smučar
- Renate Müller (1906—1937), nemška pevka in igralka
- Richard Müller (1874—1954), nemški slikar
- Richard Müller-Freienfels (1882—1949), nemški filozof in psiholog
- Robert Müller (1920—2003), švicarski kipar
- Rudolf Müller (1877—1934), avstrijski zdravnik
- Sophus Müller (1846—1934), danski arheolog
- Thomas Müller (*1989), nemški nogometaš
- Walther Müller (1905—1979), nemško-ameriški fizik
- Wenzel Müller (1759—1835), avstrijski skladatelj
- Wilhelm Müller (1794—1827), nemški pesnik
- Wilhelm Müller (1909—1984), nemški rokometaš
- Wolfgang Müller (1940—2021), nemški zgodovinar? in pisatelj?
- Wolfgang Müller (1941—2013), nemški pisatelj in filmski avtor
- Wolfgang Gerhard Müller (1925—2003), nemški arhitekt in kipar